# Akhiok
Akhiok – miasto w Stanach Zjednoczonych, w stanie Alaska, w okręgu Kodiak Island, na wyspie Kodiak.

## Religia
W miejscowości ma siedzibę prawosławna parafia Opieki Matki Bożej.

## Demografia
W roku 2023 miasto zamieszkiwały 64 osoby, a gęstość zaludnienia wynosiła 3,18 osoby/km².